# Heinkel He 280
El Heinkel He 280 fue el primer avión de caza a reacción del mundo, el primer proyecto de este tipo que culminó en un aparato que era algo más que un avión experimental. Desarrollado en el transcurso de la Segunda Guerra Mundial, fue inspirado por el énfasis de Ernst Heinkel en investigar el vuelo a altas velocidades y construido aprovechando la experiencia de la compañía Heinkel con el prototipo a reacción He 178. Fueron construidos nueve aparatos pero no llegó a entrar en servicio operacional. A pesar de poseer características de diseño muy adelantadas a los cazas de su época, el 27 de marzo de 1943 el Ministerio del Aire del Reich tomó la decisión de abandonar toda actividad de desarrollo del proyecto en vista de la superioridad técnica demostrada por el Messerschmitt Me 262.

## Desarrollo

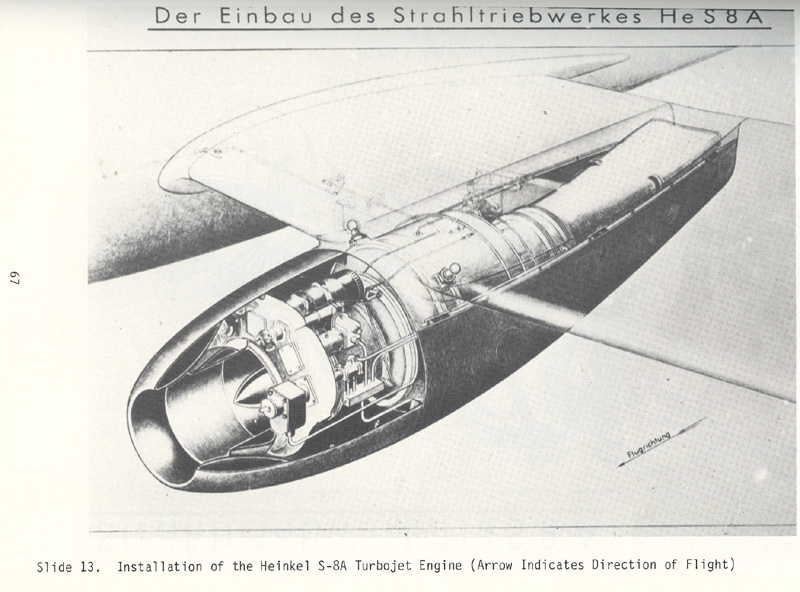
Heinkel He S-8A

Cuando en el otoño de 1939 se interrumpieron los trabajos del Heinkel He 178 todos los esfuerzos se centraron en el diseño de un bimotor más avanzado que estuviese propulsado por un par de los nuevos turborreactores de Heinkel, el HeS 8 y el HeS 30.
En la búsqueda por un diseño de avión caza a reacción, Heinkel se vio en competencia con la firma Messerschmitt AG, la cual trabajaba en el proyecto que más tarde se denominaría Me 262. El resultado fue un diseño a base de metal, alas curvadas en el borde posterior, planos de deriva gemelos, tren de aterrizaje tipo triciclo y dos barquillas motrices portando los motores a reacción HeS desarrollados por Heinkel con base en los trabajos realizados por el joven ingeniero Hans von Ohain, pionero alemán del motor a reacción.
El primer prototipo, denominado He 280 V1, fue acabado en septiembre de 1940. El 22 de septiembre de 1940 voló en Rechlin como planeador de pruebas remolcado por un He 111. Este prototipo fue después provisto de motores He S8 y a cargo del piloto de pruebas Fritz Schafer, alzó vuelo el 2 de abril de 1941. Estos motores desarrollaron un empuje de apenas 500 kgf, y aunque a primeros de 1943 el empuje disponible había aumentado a 600 kgf en el segundo y tercer prototipos, en abril de ese mismo año se decidió adoptar los motores BMW 109-003.
Ernst Heinkel organizó un falso combate con un caza Focke Wulf, el cual fue ganado con facilidad por el He 280. El armamento previsto consistía en tres cañones MG 151 de 20mm y se esperaba que el He 280B tuviese capacidad para transportar 500 kg de bombas. Diseños posteriores incluirían motores gemelos Argus 014 y planos de deriva en V.
Se construyeron otros seis prototipos motorizados con el BMW 109-003, el octavo de la serie total de nueve con unidad de cola en V. Finalmente, las autoridades de la Luftwaffe optaron por su competidor, el Messerschmitt Me 262. 
Este caza estaba adelantado a todo lo que los Aliados presentaran en el frente. Pero con todo, tenía sus fallos. Entre ellos se encontraban la deficiente aerodinámica de sus alas, la poca potencia de los motores He S8 A y la poca fiabilidad de los motores BMW posteriores. Con todo, tiene a su haber el mérito de ser el primer caza donde se probó a satisfacción un asiento de expulsión para el piloto en 1943.
En el momento de su llegada, los líderes de la Luftwaffe estaban obsesionados con la idea de una victoria rápida con base en la Blitzkrieg y no mostraron mayor interés en esta pieza de sólida ingeniería. La posturas políticas de Heinkel en contra del régimen nazi tampoco contribuyeron al apoyo en el desarrollo en masa de este avión.

## Especificaciones (He 280 V3)
Referencia datos: 400px

### Características generales
- Tripulación: 1 piloto
- Longitud: 10,4 m
- Envergadura: 12,2 m
- Altura: 3,06 m
- Superficie alar: 21,5 m²
- Peso vacío: 3.215 kg
- Peso cargado: 4.280 kg
- Peso máximo al despegue: 4.300 kg
- Planta motriz: 2× Turborreactor Heinkel He S 8.
  - Empuje normal: 5,9 kN (599 kgf; 1320 lbf) de empuje cada uno.

### Rendimiento
- Velocidad máxima operativa (Vno): 820 km/h
- Alcance: 370 km
- Techo de vuelo: 10 000 m (32.000 ft)
- Régimen de ascenso: 1.145 m/min (3.756 ft/min)

### Armamento
- Cañones: 3× MG 151 de 20 mm

### Aeronaves similares
- Heinkel He 178
- Gloster E.28/39
- Messerschmitt Me 262
- Nakajima J9Y
- Gloster Meteor
- Bell P-59 Airacomet
- Sukhoi Su-9 (1946)

### Secuencias de designación
- Sistema de designación aeronaves del RLM: ← He 275 · He 277 · He 278 · He 280 · Fl 282 · Fa 283 · Ta 283 →

### Listas relacionadas
- Anexo:Aeronaves militares de Alemania en la Segunda Guerra Mundial